# Mi Yuting
Mi Yuting (芈昱廷S, mǐ yù tíngP; 8 gennaio 1996) è un goista cinese di grado 9 dan. Nell'ottobre 2018, è stato il più forte giocatore di go al mondo con un punteggio Elo di 3645.

## Biografia
Divenne professionista nel 2007, e nel 2009 vinse lo Xinxiu, un torneo per giovani goisti professionisti, all'età di 13 anni.
A livello internazionale ha vinto la prima edizione della MLily Cup, nel 2013, sconfiggendo in finale il connazionale Gu Li; nel 2021 ha vinto la 4ª edizione della Mlily Cup, sconfiggendo il connazionale Xie Ke per 3–2 e stabilendo il primato per il maggior numero di vittorie in questa competizione. Nel 2017 ha vinto la competizione internazionale giovanile della Coppa Limin, sconfiggendo in finale il sudcoreano Shin Jin-seo. Nel 2021 e nel 2023 è arrivato nella semifinale della 26ª e della 28ª edizione della LG Cup, sconfitto rispettivamente dal connazionale Yang Dingxin e dal sudcoreano Byun Sang-il.
A livello nazionale ha vinto il Campionato cinese di Go del 2012. Nel 2016 ha vinto il Longxing (2-0 in finale contro Chen Yaoye), la Quzhou-Lanke Cup (contro Ke Jie) e la CCTV Cup (contro Li Qincheng). Nel 2018 ha vinto il Mingren, il Qiwang Sudorientale (contro Tang Weixing) e la Changqi Cup.
È stato selezionato come membro della squadra cinese di go ai XIX Giochi asiatici del 2023, dove ha partecipato alla competizione maschile a squadre insieme a Li Qincheng, Zhao Chenyu, Yang Dingxin, Ke Jie e Yang Kaiwen. Nella fase preliminare la Cina è arrivata seconda nel torneo, con cinque vittorie e una sconfitta, contro la Corea del Sud; Mi ha vinto quattro incontri (incluso quello con il singaporiano Kang Zhanbin) e ne ha persi due, contro il sudcoreano Kim Myeong-hun e contro il taiwanese Lin Chunyen. In semifinale la Cina ha sconfitto per 4-1 Taiwan: Mi si è preso una rivicinta vincendo contro Lin Chunyen. Nella finale per la medaglia d'oro tra Cina e Corea del Sud, Mi ha perso contro Park Jung-hwan; la Corea del Sud ha vinto 4-1 e la Cina ha conquistato la medaglia d'argento.
Ad aprile 2024, ha disputato la finale della trentottesima edizione del Tianyuan: è andato in vantaggio nel primo incontro contro Lian Xiao, ma poi ha perso le due successive partite.
A gennaio 2025 ha vinto per la quarta volta il Mingren.

## Promozioni
| Rango | Anno  | Appunti                                                                                                   |
| ----- | ----- | --- |
| 1 dan | 2007  | Promosso al grado dan professionale per la prestazione nel torneo di qualificazione professionale cinese. |
| 2 dan | 2009  | Promosso per prestazioni nel torneo di promozione professionale cinese.                                   |
| 3 dan | 2010  | Promosso per prestazioni nel torneo di promozione professionale cinese.                                   |
| 4 dan | 2012  | Promosso per prestazioni nel torneo di promozione professionale cinese.                                   |
| 5 dan | N / A | Saltato a causa delle regole di promozione dell'Associazione cinese Weiqi .                               |
| 6 dan | N / A | Saltato a causa delle regole di promozione dell'Associazione cinese Weiqi .                               |
| 7 dan | N / A | Saltato a causa delle regole di promozione dell'Associazione cinese Weiqi .                               |
| 8 dan | N / A | Saltato a causa delle regole di promozione dell'Associazione cinese Weiqi .                               |
| 9 dan | 2013  | Ha vinto la prima MLily Cup contro Gu Li.                                                                 |

## Palmarès
| Nazionali               | Nazionali                  | Nazionali      |
| Titolo                  | Vittorie                   | Secondi posti  |
| ----------------------- | -------------------------- | -------------- |
| Liguang Xinxiu Cup      | 1 (2009)                   |                |
| Campionato cinese di Go | 1 (2012)                   |                |
| Tianyuan                | 2 (2022, 2023)             | 2 (2015, 2024) |
| Mingren                 | 4 (2018, 2019, 2023, 2025) | 1 (2017)       |
| Coppa Weifu Fangkai     | 1 (2022)                   | 2 (2016, 2019) |
| Longxing                | 1 (2016)                   |                |
| Quzhou-Lanke Cup        | 1 (2016)                   |                |
| Coppa CCTV              | 1 (2016)                   |                |
| Torneo di rally Weiqi   |                            | 1 (2018)       |
| Qiwang Sudorientale     | 2 (2018, 2020)             | 1 (2021)       |
| Coppa Changqi           | 1 (2018)                   | 1 (2023)       |
| Coppa GBA               |                            | 1 (2022)       |
| Totale                  | 15                         | 9              |
| Internazionali          |                            |                |
| Titolo                  | Vittorie                   | Secondi posti  |
| MLily Cup               | 2 (2013, 2021)             |                |
| Coppa Limin             | 1 (2017)                   |                |
| Totale                  | 3                          | 0              |
| Totale                  |                            |                |
| Totale                  | 18                         | 9              |